# ツカキグループ
ツカキグループ (Tsukaki group) は、京都市に本拠を置く、日本のファッション商社である。「きもの」「ジュエリー」「アパレル」「補正下着」「伝統技法やインテリア」「ウェディングドレス」等を国内外に販売。

## 沿革

### 江戸
- 1895年（明治28年） - 本店を現在地（烏丸四条下ル）に定める
- 1914年（大正3年） - 鷹乃羽染（黒紋付き）が宮内庁ご用達の栄を賜る
- 1921年（大正10年） - 4代目喜左衛門が、家督相続し襲名

## 特許受賞歴
- 2007年 - 多機能特許 4408130号(多機能補正下着)・骨盤ガードル4493047号（補正下着盤サポートガードル）
- 2008年 - JJAデザインコンテスト入選（宝石）[2]
- 2009年 - JJAデザインコンテスト入選（宝石）[3]
- 2010年 - IFF REMIXにて銅賞（毛皮）・JFAファーデザインコンテスト グランプリ（毛皮）
- 2014年 - 国際ファーコンペティションIFF REMIX asiaにて優勝（毛皮）・西陣織展 京都市長賞（きもの）
- 2015年 - グッドデザイン賞受賞（補正下着）[4]
- 2015年 - 西陣織展 京都市長賞（きもの）
- 2015年 - 西陣織展 近畿経済産業局長賞（きもの）
- 2016年 - 西陣織展 日本図案協会長賞市長賞受賞（きもの）
- 2016年 - 西陣織展 近畿経済産業局長賞（きもの）
- 2016年 - 西陣織展 京都織物卸商業組合理事長賞（きもの）
- 2017年 - 西陣織展 中小企業長官賞（きもの）

## グループ会社
- ツカキ(株)（宝飾・毛皮・バック製造卸）
- 塚喜商事(株)（きもの卸と西陣織メーカー）
- 京都和装(株)（きもの卸、加賀友禅　他）
- マリエクラッセ(株)（ウェディング貸衣裳業）
- (株)タムラ（補正下着製造卸）
- (株)京朋（着物の製造卸販売・OEM事業）
- (株)京都産業センター（不動産リース業）